# Bồ nông Dalmatia
Bồ nông Dalmatian (danh pháp hai phần: Pelecanus crispus) là một thành viên khổng lồ của họ Bồ nông. Nó sinh sản từ đông nam châu Âu đến Ấn Độ và Trung Quốc trong các đầm lầy và các hồ cạn. Tổ được làm trên một đống thô của thảm thực vật.
Không có phân loài được biết là tồn tại trên phạm vi rộng của nó, nhưng dựa trên sự khác biệt kích thước, một cổ phân loài Pleistocene Pelecanus crispus palaeocrispus đã được miêu tả từ các hóa thạch thu được ở Binagady, Azerbaijan.

## Miêu tả

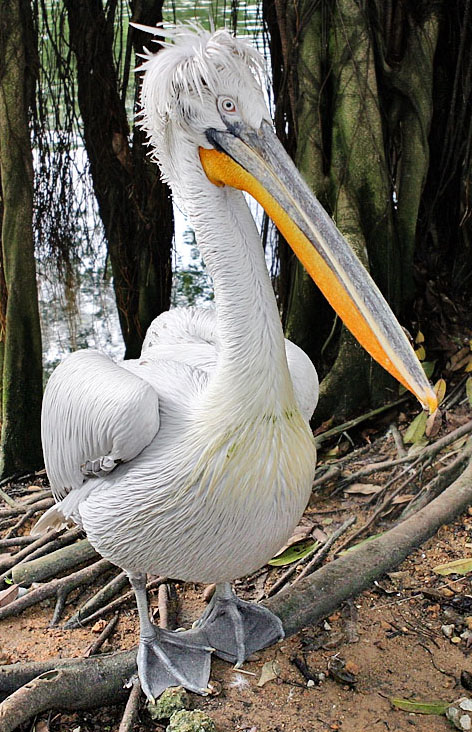

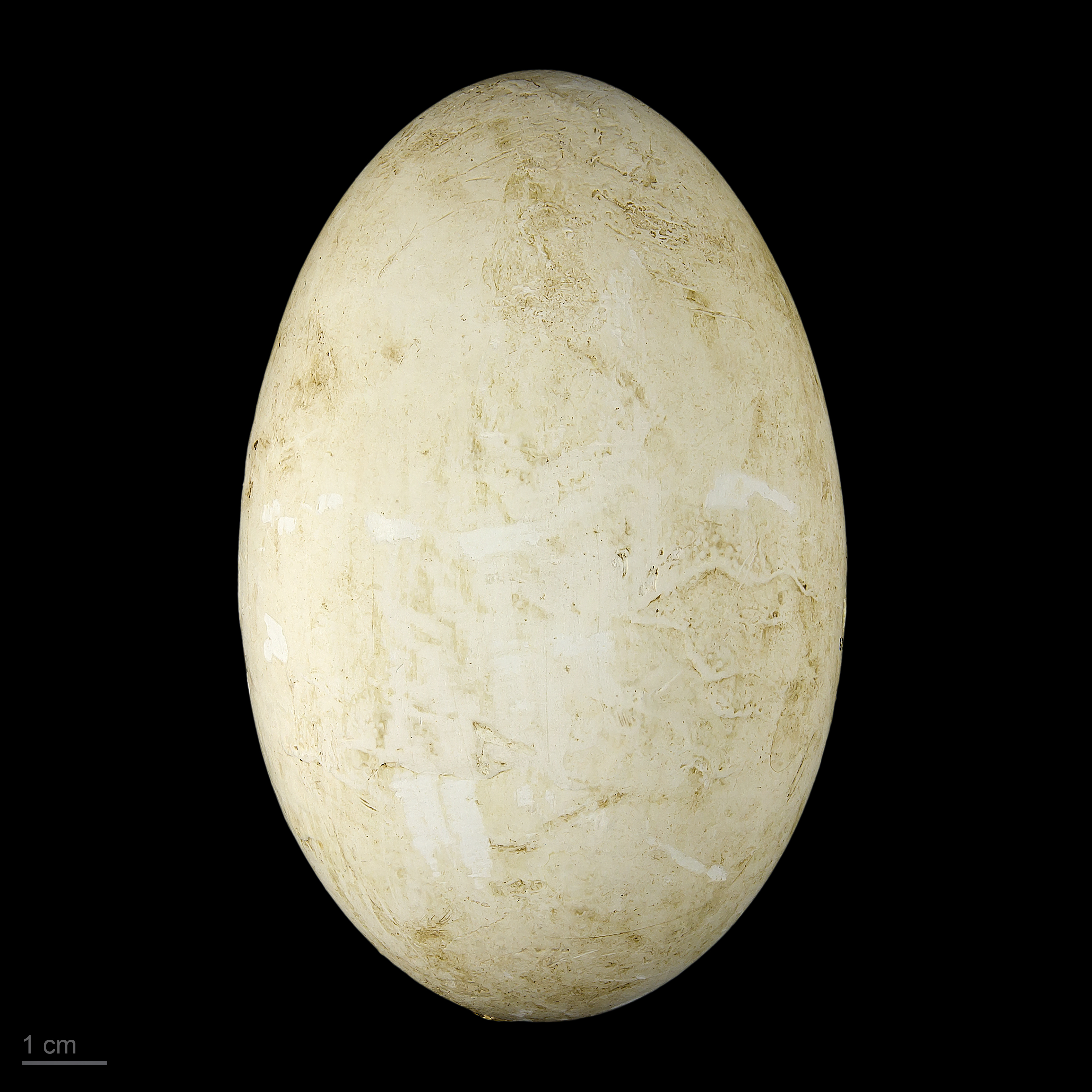
Pelecanus crispus

Nó là loài chim lớn nhất trong các loài bồ nông và một số loài chim còn sống lớn nhất. Nó dài 160 đến 183 cm (5 ft 3 in đến 6 ft 0 in), nặng 9–15 kg (20–33 lb) và sải cánh dài 290–351 cm (9 ft 6 in–11 ft 6 in). Nó biện pháp 160 đến 183 cm (5 ft 3
Với một trọng lượng trung bình khoảng 11,5 kg (25 lb), nó là loài chim bay nặng nhất trên thế giới tính trung bình dù ô tac trống và thiên nga có thể vượt quá bồ nông về trọng lượng tối đa. Nó cũng dường như là một trong những loài có sải cánh lớn nhất trong các loài chim còn sống, cạnh tranh với chim hải âu lớn